# Macrochenus melanospilus
Macrochenus melanospilus là một loài bọ cánh cứng trong họ Cerambycidae.